# Сахни, Балрадж
Юдхи́штхир Сахни́ (англ. Yudhishthir Sahni, более известный как Балра́дж Сахни́ хинди बलराज साहनी; 1 мая 1913, Равалпинди, Британская Индия — 13 апреля 1973, Бомбей, Индия) — индийский актёр театра и кино, кинорежиссёр

, сценарист и писатель
. Брат драматурга Бгишама Сахни.

## Биография
Был старшим сыном состоятельного торговца тканями в Равалпинди.
В 1934 году окончил колледж в Лахоре и занялся литературной деятельностью. В 1940—1944 годах работал диктором на «Би-би-си» (Лондон). Вернувшись на родину, участвовал в становлении Ассоциации народных прогрессивных театров Индии (ИПТА). В кино дебютировал в 1946 году в фильме «Дети Земли» режиссёра Xоджи Ахмада Аббаса. Играл в театре.
Был женат на известной актрисе театра Дамаянти, которая скончалась в 1947 году, оставив ему двоих детей: сына Парикшита и дочь Шабнам. Два года спустя женился на своей кузине Сантош Чандхок, которая родила ему дочь Сановар.
В 1951 году снялся в фильме Hulchul К. Асифа с крупными звездами того времени Дилип Кумаром и Наргис. Во время съёмок фильма был арестован за левые взгляды, и режиссёру пришлось добиться специального решения суда, чтобы продолжить снимать сцены с Сахни, хотя и в сопровождении полиции.

## Избранная фильмография

### Актёр
- 1946 — Дети Земли / Dharti Ke Lal
- 1951 — Светильник должен гореть / Hum Log — Радж
- 1951 — Переполох / Hulchul — тюремщик
- 1953 — Два бигха земли / Do Bigha Zamin — Шамбху Мехето
- 1953 — Путник / Rahi — доктор Томас
- 1953 — Жена / Bhagyawan
- 1954 — Служба / Naukari
- 1954 — Потомок / Aulad
- 1955 —  / Tangewali
- 1955 —  / Seema — Ашок «Бабу-джи»
- 1957 —  / Lal Batti
- 1957 —  / Do Roti — Шьям / Мастер-джи
- 1957 —  / Kath Putli — Loknath
- 1957 —  / Bhabhi — Ратан
- 1958 — Чужестранец — Сакарам (в советском прокате «Хождение за три моря»)
- 1958 —  / Khazanchi — Радхемохан
- 1958 —  / Sone Ki Chidiya — Шрикант
- 1958 —  / Ghar Grihasti
- 1958 — Домашняя жизнь / Ghar Sansar — Кайлаш
- 1958 — Лажванти / Lajwanti — Нирмал Кумар
- 1959 —  / Chhoti Bahen — Раджендра
- 1959 —  / Satta Bazaar — Рамеш
- 1959 — Чёрный кот / Black Cat — агент Раджан
- 1960 —  / Bindya — Деврадж
- 1960 — И жизнь, и сердце – для тебя / Dil Bhi Tera Hum Bhi Tere — Панчу Дада
- 1961 — Кабулец / Kabuliwala — Абдул Рехман Хан
- 1961 —  / Batwara
- 1961 — Во имя любви / Anuradha — доктор Нирмал Чаудхари
- 1961 —  / Sapne Suhane
- 1961 — Браслеты невестки / Bhabhi Ki Chudiyan — Шьям
- 1961 — Символ любви / Suhag Sindoor — Раму
- 1962 —  / Shaadi — Ратан Малхотра
- 1962 — Ирония судьбы / Anpadh — Чаудхари Шамбунат
- 1963 —  / Akela
- 1964 —  / Maain Bhi Ladki Hun — Ганга
- 1964 — Реальность / Haqeeqat — майор Ранджит Сингх
- 1965 — Испытание временем / Waqt — Лала Кендарат
- 1965 —  / Faraar — Detective Officer
- 1966 — Долгожданная весна / Aaye Din Bahar Ke — Шукла
- 1966 —  / Aasra — Сурендра Нат Кумар
- 1966 — Мои сны и твои мечты / Neend Hamari Khwab Tumhare — Хан Бахадур
- 1967 — Хамраз / Hamraaz — инспектор полиции Ашок
- 1967 —  / Naunihal — директор
- 1967 —  / Ghar Ka Chirag
- 1967 — Мир / Aman — отец Гаутамдаса
- 1968 — Сын прокурора / Duniya — Public Prosecutor Ramnath Sharma
- 1968 — Голубой лотос / Neel Kamal — мистер Райчанд
- 1968 — Двойник / Izzat — тхакур Пратап Сингх
- 1968 — Революция / Sunghursh — Ганеши Прасад
- 1969 — В смятении / Do Raaste — Навендру Гупта
- 1969 —  / Hum Ek Hain
- 1969 —  / Nannha Farishta — доктор Рамнат
- 1969 — Мечта / Talash — Ранджит Раи
- 1969 — Цветок и два садовника / Ek Phool Do Mali — Кайлаш Нат Каушал
- 1970 — Святой грешник / Pavitra Paapi — Панналал
- 1970 —  / Dharti — Inspector General Chandrashekhar, Bharat's dad
- 1970 —  / Ghar Ghar Ki Kahani — Shankarnath
- 1970 —  / Pehchan — Ex-Firefighter
- 1970 —  / Nanak Dukhiya Sub Sansar — Subedar Varyam Singh
- 1970 — Новый путь / Naya Raasta — Банси
- 1970 — Обещай никогда не расставаться / Mere Humsafar — Ашок
- 1970 — Праздник Холи / Holi Ayee Re
- 1971 — Молодость и любовь / Jawan Muhabat — доктор Нареш Сарин
- 1971 — Чужие деньги / Paraya Dhan — Говиндрам
- 1972 —  / Jawani Diwani — Рави Ананд
- 1972 —  / Jangal Mein Mangal — Томас
- 1972 —  / Shayar-e-Kashmir Mahjoor — Гулам Ахмед Манджур
- 1973 —  / Hanste Zakhm — SP Dinanath Mahendru
- 1973 —  / Pyaar Ka Rishta
- 1973 —  / Hindustan Ki Kasam
- 1974 — Горячий ветер / Garm Hava — Салим Мирза
- 1977 — Страховка / Amaanat — Суреш
- 1977 — Джаллин Вала Багх / Jallian Wala Bagh — Удхам Сингх

### Режиссёр
- 1957 —  / Lal Batti

### Сценарист
- 1951 — Высокие ставки / Baazi

## Награды
- 1969 — Падма Шри
- 1970 — номинация Filmfare Award за лучшую мужскую роль второго плана («Цветок и два садовника»)